# بوكيت مينياك (ماليزيا)
بوكيت مينياك(بالإنجليزية: Bukit Minyak)‏ هي منطقة صناعية في منطقة سيبرانغ بيراي المركزية، بينانق، ماليزيا.